# Midnighters
Midnighters (titre original : Midnighters) est une trilogie de romans de fantasy mêlée de fantastique écrite par Scott Westerfeld et publiée aux États-Unis de 2004 à 2006. Elle comprend L'Heure secrète, L'Étreinte des ténèbres et Le Long Jour bleu.

## Résumé
Jessica Day, 15 ans, emménage avec sa famille à Bixby, Oklahoma après que sa mère eut reçu une offre d'emploi d'une entreprise d'aéronautique. En arrivant à Bixby, Jessica découvre qu'elle est une Midnighter, c'est-à-dire en mesure d'entrer dans l'Heure Bleue - une heure secrète cachée dans l'instant de minuit. Au cours de la trilogie, Jessica rencontre d'autres Midnighters qui deviendront ses alliés. Les protagonistes de la trilogie sont Desdémone (surnommée Dess), Rex, Jonathan, et Mélissa. Les antagonistes de la série sont les Darklings et les Grouilleurs - des êtres dangereux et puissants qui ont créé l'Heure Bleue et qui vivent dedans.

## Personnages

### Les Midnighters
Les Midnighters ou « habitants de Minuit », sont les seuls à pouvoir évoluer librement dans le Temps Bleu et au grand jour en raison de leur heure de naissance, 0h00. Néanmoins, la lumière les fait généralement souffrir. Seule Jessica peut supporter, contrairement aux autres, la lumière du jour.

#### Jessica Day
Héroïne de l'histoire, Jessica Day est également une Midnighter de la plus haute importance car elle est la seule à pouvoir utiliser des objets technologiques dans le Temps Bleu. Elle est le porte-flambeau. Elle et Jonathan Martinez, l'acrobate, sont ensemble. Jessica a une petite sœur, Beth, qui essaye de découvrir ce que Jessica cache. Jessica lui montrera finalement dans le tome 2, l'Étreinte des Ténèbres, le pendentif que Jonathan lui a offert.
Dans le troisième et dernier tome, Jessica plonge la main dans un éclair pour empêcher la déchirure de se propager et devient une prisonnière de minuit, elle n'existe plus hors du Temps Bleu. Jessica va demander aux Midnighters d'amener Beth dans la faille, de là, elle pourra accéder au Temps Bleu et voir ce qu'elle est devenue le temps d'une heure. Jonathan et elle vont lui faire découvrir le plaisir de voler durant cette heure. Jessica essaie de rassurer sa sœur en faisant cela. Jonathan, Mélissa et elle quitteront ensuite Bixby pour aider les nouveaux Midnighters du monde entier car le Temps Bleu englobe maintenant toute la Terre.

#### Desdémone (« Dess »)
Desdémone, alias Dess, est une polymathe. Son talent est très simple : c'est une experte en mathématiques et même son professeur de trigonométrie lui pose parfois des questions. C'est Dess qui a abordé Jessica pour la première fois et lui a fait remarquer le chiffre 13 présent dans tout Bixby. 
Dess en a toujours voulu à Rex Greene et Mélissa de ne pas l'avoir trouvée plus tôt. Maligne et rancunière, elle dissimule ses découvertes à propos de Bixby et sa rencontre avec une autre télépathe, Madeleine, qui est la plus vieille Midnighter connue et également voyante, qui, selon les dires d'Anathéa, capturée par les Darklings, aurait trahi les Midnighters cinquante ans auparavant. Elle se sent un peu seule dans le deuxième et dans le dernier tome car les quatre autres Midnighters sont en couple et l'ignorent complètement.

#### Rex Greene
Rex Greene est un Midnighter. Il est en couple avec Mélissa. C'est un voyant, ce qui lui permet de lire l'ancien savoir. C'est le premier que Mélissa ait découvert huit ans auparavant. Rex a un gros conflit de personnalité avec Jonathan Martinez : il a tendance à vouloir un peu trop diriger et pense que le Temps Bleu cache une signification profonde et secrète. Son père l'a traumatisé des araignées car il en faisait monter sur son corps.
Dans le tome 2, il se fait enlever par Angie et les Grayfoot, des personnes qui communiquent avec les darklings grâce à une hybride(mi-humaine mi-darkling) Anathéa, qui devient de plus en plus faible. Rex étant le voyant du groupe, il est choisi pour être le nouvel hybride. Heureusement les autres Midnighters arrivent à le libérer de son nouveau corps. Malheureusement, sa partie darkling va rester en lui, ce qui explique ses comportements étranges dans le troisième tome. Cette conscience darkling lui permettra tout de même de communiquer avec eux et de donner des informations sur les Darklings d'après son expérience dans leur peau.

#### Jonathan Martinez
Jonathan Martinez est le petit ami de Jessica Day et l'homme volant des Midnighters. Son pouvoir, "l'acrobate", annule quasiment la gravité lorsqu'il se trouve dans le Temps Bleu. Il peut ainsi effectuer de grands sauts dans le Temps Bleu et peut également en faire profiter un autre Midnighter par contact. Néanmoins, si cette personne lâche Jonathan, elle ne bénéficiera plus de la gravité de minuit et chutera. Jonathan mange énormément car le fait de « voler » durant l'heure secrète lui donne très faim. Il est détruit quand il apprend que Jessica est coincée dans le Temps Bleu; il l'attendra des heures sur le toit du magasin où elle a disparu. Par la suite, Mélissa, Jessica et lui décident de quitter Bixby pour aider les nouveaux Midnighters du monde entier car le Temps Bleu ne se situe plus uniquement à Bixby.

#### Mélissa
Mélissa est sans aucun doute le personnage le plus mystérieux de la série. C'est une télépathe, ce qui lui permet de lire dans les pensées des gens et de les suivre à la trace. Elle considère néanmoins ce don comme une fatalité, puisqu'elle contrôle relativement mal les flots de pensées durant le jour. Elle ne supporte aucun contact physique car cela augmente particulièrement le volume des pensées et se promène souvent avec un lecteur MP3 pour le couvrir. Grâce à Madeleine, la vieille femme télépathe, elle réussira à contrôler le flot des pensées. Elle est la meilleure amie de Rex Greene et à la fin du deuxième tome Mélissa et Rex commencent à sortir ensemble. Dans le troisième tome, on apprend que Jonathan, Jessica et elle vont quitter Bixby pour aider les nouveaux Midnighters du monde entier car le Temps Bleu englobe désormais la Terre entière.

#### Madeleine
Madeleine est la seule midnighters restante du groupe des années 1950, juste avant la disparition de l'ancien savoir. Elle est télépathe, comme Mélissa. Elle fut retrouvée par Dess. Madeleine est la traitresse qui causa la mort de tous les autres Midnighters de son époque en parlant de l'heure secrète aux frères Grayfoot. Ceux-ci ont ensuite conclut un pacte avec les Darklings, leur permettant de trouver du pétrole en échange d'une voyante (Anathéa) pour créer leur hybride. Elle dit avoir créée tous les Midnighters, sauf Rex, en suggérant aux femmes enceintes d'accoucher à minuit pile. Elle est manipulatrice, trait de caractère que, selon Dess, elle partage avec Mélissa.

#### Anathéa
Anathéa est la voyante capturée par les Darklings dans les années 1950. Elle décède à l'âge de 14 ans sous les yeux de Rex Greene qui la remplace un court instant et devient à sa place l'horrible créature hybride. Sa mort est causée par le fait qu'elle soit libérée et elle est jalouse que les Midnighters aient put sauver Rex et pas elle…

### Les Darklings
Les Darklings, et leurs serviteurs, les Grouilleurs, sont des créatures anciennes qui étaient autrefois l'espèce dominante sur la planète. Les Darklings ont de nombreuses apparences, ayant le pouvoir de changer leur forme physique à volonté. Puis les humains sont devenus plus intelligents et ont commencé la chasse aux Darklings et à leurs serviteurs en exploitant leur répulsion aux nouveaux concepts, tels que les mathématiques et le langage (en particulier le nombre «13» et les mots de 13 et de 39 lettres), la lumière et la chaleur, et aux nouvelles « technologies ». Ces technologies se composent de choses conçues par l'homme. Tout d'abord, des objets simples comme des pointes de pierre étaient des armes redoutables contre les Darklings, mais à mesure que le temps avançait, les Darklings se sont adaptés à leur effet. Ensuite, l'homme a continué à progresser et a commencé à forger les armes avec d'autres matériaux tels que le bronze et le fer. Comme l'équilibre du pouvoir s'est mis à changer en faveur des humains, les Darklings créèrent l'Heure Bleue, qui leur permettait de s'échapper dans la vingt-cinquième heure de la journée.
Au moment où le roman commence, l'acier et les autres alliages, en particulier les plus récents et les alliages les plus à la pointe de la technologie, sont les plus communs et des outils les plus efficaces utilisés par les Midnighters pour lutter contre les Darklings. Toutefois, les métaux qu'ils utilisent doivent être « propres » : ils ne doivent avoir été touché par aucune des créatures de minuit. Pour maximiser l'efficacité des armes des Midnighters, elles portent des noms de 13 lettres, ou des noms avec un certain nombre de lettres correspondant à un multiple de 13, et sont parfois inscrites de symboles qui représentent des concepts mathématiques. Les noms donnés aux objets ne peuvent être utilisés qu'une fois, mais le métal peut être utilisé plusieurs fois, selon la manière dont résistent les Darklings.

### Autres personnages
- Le père de Rex Greene est fou depuis que Mélissa lui a endommagé le cerveau et il élève des araignées.
- Don Day est le père de Jessica. C'est lui qui lui expliquera la force de Coriolis. Il est également au chômage.
- Beth Day est la petite sœur de Jessica. Elle est fouineuse, et elle vit très mal son déménagement à Bixby.
- La mère de Jessica Day construit des ailes d'avion à la compagnie Aerospace Oklahoma.
- Constanza Grayfoot est l'amie populaire de Jessica et la cousine de Ernesto Grayfoot.
- Ernesto Grayfoot est le cousin de Constanza et aussi le voyeur de Jessica.
- M. Sanchez est le professeur de trigonométrie de Dess et de Jessica.
- Le shérif Clancy Saint-Claire est le shérif de Bixby et semble avoir une dent contre Jonathan Martinez.
- Liz est une amie de Constanza Grayfoot.
- Steven est un garçon du comté de Broken Arrow qui a essayé de draguer Jessica lors d'une fête au Creux des Bruissements.
- Angie est une des collaboratrices des Grayfoot, c'est elle qui captuera Rex.

## Localisation
La trilogie Midnighters se déroule principalement dans la ville de Bixby en Oklahoma, et fait référence aux villes voisines de Broken Arrow et Jenks. Tulsa est aussi mentionnée. Il est notamment fait référence à sa latitude et longitude - 36° 00′ 00″ N, 96° 00′ 00″ O. Il est implicite que l'Heure Bleue se produit uniquement à Bixby et les régions avoisinantes car 36 (en tant que multiple de 12) est un nombre fortement associée aux Darklings, comme le 96, et le résultat de l'addition de ces nombres est 24, autre multiple de 12.
Bixby, Jenks et Broken Arrow sont de véritables villes de l'Oklahoma, mais elles ne sont pas situés comme dans le livre, et le point 36 N, 96 O, situé dans un endroit reculé d'une subdivision de Jenks, n'est pas là où il est décrit.

## Adaptation à la télévision
Les droits d'une adaptation télévisuelle de la trilogie Midnighters ont été cédés à la WB . Brad Kern, ancien producteur exécutif de la série télévisée Charmed , a exprimé son intérêt à aider au lancement d'une série Midnighters. Malgré le soutien de Kern à la série, Scott Westerfeld a déclaré sur son blog qu'il n'était pas en faveur de la vision de Kern du spectacle, qui ferait vieillir les Midnighters dans la vingtaine. Apparemment, depuis lors, cette idée a été abandonnée selon http://addicted.informe.com/midnighters-tv-show-dt233.html
Depuis le 10 octobre 2012, l'idée a de nouveau été évoquée avec les créateurs de "Chuck" - Chris Fedak et Josh Schwartz. "Midnighters" a reçu un engagement de script, ce qui signifie qu'un script sera écrit. Si le script réussit, un pilote sera diffusé. Si le pilote réussit, l'émission de télévision se poursuivra. Mais, en l'état, il n'y a que la promesse d'écrire un script.

## Informations complémentaires
- La Fosse au Serpents est l'endroit qui attire le plus de Darklings car il se situe en plein milieu de 36°00′00″N 96°00′00″O qui sont tous deux des multiples de douze, le chiffre Darkling par excellence.
- Les Darklings comptent les ans en douzaines et en grosses.
- Le couvre-feu existe, car si les jeunes passent la frontière où se mêlent Temps Bleu et minuit, ils peuvent se faire dévorer par les Darklings.
- Le nom de Jessica Day n'est certainement pas un hasard, car au début de la série, Mélissa dit d'elle sur un ton de reproche : « ce qu'elle peut être diurne ».
- Dess a baptisé sa danseuse mécanique Ada Lovelace en hommage à une mathématicienne réelle.

## Référence
- (en) Cet article est partiellement ou en totalité issu de l’article de Wikipédia en anglais intitulé « Midnighters trilogy » (voir la liste des auteurs).